# Xanthosia silvatica
Xanthosia silvatica är en flockblommig växtart som beskrevs av Friedrich Ludwig Diels. Xanthosia silvatica ingår i släktet Xanthosia och familjen flockblommiga växter. Inga underarter finns listade i Catalogue of Life.